# 순천 충무사
충무사(忠武祠)는 대한민국 전라남도 순천시 해룡면 신성리에 있는, 임진왜란 때 공이 컸던 충무공 이순신과 정운, 송희립을 모시기 위해 세운 사당이다. 1984년 2월 29일 전라남도의 문화재자료 제48호로 지정되었다.

## 개요
임진왜란 때 공이 컸던 충무공 이순신과 정운, 송희립을 모시기 위해 세운 사당이다.
충무공 이순신(1545∼1598)은 조선 선조 12년(1579) 무과에 급제하였다. 임진왜란이 일어나자 옥포·강포·한산도 등지에서 승리를 거두었다. 정유재란 때 명량에서 대승을 거두었으며 노량진에서 순절하였다.
충장 정운(1543∼1592)은 조선 중기의 무신으로 선조 3년(1570)에 과거에 급제하였다. 임진왜란이 일어나자 이순신 장군의 휘하에서 옥포·당포·한산도 등 여러 해전에서 큰 공을 세웠다. 9월 부산포 해전에서 우부장으로 선봉에서 싸우다가 전사하였다.
송희립(1553년~1623년) 장군은 조선 중기의 무신으로 임진왜란이 일어나자 정운 장군의 군관으로서 영남지역에 원병파견을 주장하였고, 이순신의 휘하에서 활약하였다.
임진왜란이 끝나고 숙종 16년(1690)에 주민들이 사당을 짓고 충무공의 위패를 모셨으나 1944년 일본인들이 불태워 순천향교 유림들이 성금을 모아 다시 지었다. 이순신 장군의 탄생일과 귀천일에 제향을 모시고 있다.
건물은 모두 4동으로 중심 건물인 사당은 앞면 3칸·옆면 2칸 규모이며, 지붕은 옆면에서 볼 때 사람 인(人)자 모양의 맞배지붕이다.

## 참고 문헌
- 충무사 - 국가유산청 국가유산포털